# Arroyo Cumiapa
Arroyo Cumiapa är en ort i Mexiko.   Den ligger i kommunen San Luis Acatlán och delstaten Guerrero, i den sydöstra delen av landet, 290 km söder om huvudstaden Mexico City. Arroyo Cumiapa ligger 514 meter över havet och antalet invånare är 825.
Terrängen runt Arroyo Cumiapa är kuperad. Runt Arroyo Cumiapa är det ganska glesbefolkat, med 45 invånare per kvadratkilometer. Närmaste större samhälle är San Luis Acatlán, 14,7 km sydväst om Arroyo Cumiapa. I omgivningarna runt Arroyo Cumiapa växer huvudsakligen savannskog.